# Ius conubii
Het ius conubii of kortweg conubium was in het Romeins recht het recht om een rechtsgeldig huwelijk, matrimonium iustum of legitimum, te sluiten.
Dit bestond in de oudheid niet tussen burgers van verschillende staten (poleis), indien het niet uitdrukkelijk bij verdrag was bepaald. Vóór 445 v.Chr. bestond te Rome ook geen conubium tussen patriciërs en plebejers. Pas de lex Canuleia stond dit toe. Was er conubium, dan volgden de kinderen de stand van de vader, anders die van de moeder.

## Referentie
- art. conubium, in J.G. Schlimmer - Z.C. De Boer, Woordenboek der Grieksche en Romeinsche Oudheid, Haarlem, 19203, p. 196.